# Рзаев, Заур Алигусейн оглы
Рзаев Заур Алигусейн оглы (род. 28 января 1952, Каррар, Кюрдамирский район) — азербайджанский музыкант. Лидер ансамбля песни и танца Вооруженных сил Азербайджана. Народный артист Республики Азербайджан (2003). Народный артист Дагестана (2008).

## Биография
Заур Рзаев родился 28 января 1952 года в посёлке Каррар Кюрдамирского района в семье железнодорожника Алигусейна Рзаева. В юном возрасте с семьей переехал в Аджикабул, где начал своё обучение в 5-й средней школе. После окончания 8-го класса продолжил учёбу в Баку, сначала в Техникуме библиотечного дела, затем в Музыкальном техникуме имени Асафа Зейналлы при Азербайджанской Национальной Консерватории. Вскоре стал солистом ансамбля народных инструментов, действовавшего при Азербайджанской государственной филармонии.
В 1976 году начал военную службу в Бакинском доме офицеров и тотчас же стал его солистом, затем также художественным руководителем Ансамбля песни и танца. Впоследствии выступал как солист в Государственном музыкальном театре Азербайджана, продолжив обучение на вокальном отделении Азербайджанской Государственной Консерватории в 1980 году. В 1994 году стал руководителем Ансамбля песни и танца Вооруженных сил Азербайджана.

## Награды
- «Заслуженный артист Азербайджана» (24 июня 1998 года) — за заслуги в развитии азербайджанской культуры[3]
- «Заслуженный деятель искусств Республики Дагестан» (2000 год)[1]
- «Народный артист Азербайджана» (25 июня 2003 года) — за заслуги в развитии азербайджанской культуры и искусства, пропаганде военного патриотизма в нашей стране, а также в повышении морально-психологической подготовки личного состава воинских частей[4]
- «Народный артист Дагестана» (22 апреля 2008 года, Республика Дагестан, Россия) — за заслуги в области искусства и высокое исполнительское мастерство[5]